# برودروموس دريليوزيس
برودروموس دريليوزيس (باليونانية: Μάκης Δρελιώζης)‏ مواليد 31 مارس 1975 في أثينا، هو لاعب كرة سلة يوناني معتزل. بدأ مسيرته الاحترافية في سنة 1990. يبلغ طوله 6 قدم 7 بوصة (2.0 م). اعتزل اللعب في 2009.

## المسيرة الاحترافية
لعب مع نادي بانيونيس لكرة السلة من سنة 1990 إلى 1996، ثم لعب مع فولجور ليبرتاس فورلي في موسم 1996–1997، ثم لعب مع نادي بانيونيس لكرة السلة من سنة 1997 إلى 2001، ثم لعب مع نادي دافنيس لكرة السلة في موسم 2005–2006، ثم لعب مع نادي بانيونيس لكرة السلة في موسم 2008–2009.

## روابط خارجية
- برودروموس دريليوزيس على موقع الدوري الأوروبي لكرة السلة (الإنجليزية)
- برودروموس دريليوزيس على موقع كرة السلة الأوروبية.كوم (الإنجليزية)
- برودروموس دريليوزيس على موقع ريلجم (الإنجليزية)
- برودروموس دريليوزيس على موقع سبورتس رفرنس (الإنجليزية)